# Agus Indra Kurniawan
Agus Indra Kurniawan (sinh ngày 27 tháng 2 năm 1982) là một cầu thủ bóng đá người Indonesia gốc Trung Quốc hiện tại thi đấu cho câu lạc bộ Indonesia Gresik United ở Indonesia Soccer Championship. Cầu thủ yêu thích của anh là Ronaldinho.

## Sự nghiệp
Ngày 31 tháng 12 năm 2013, anh được ký hợp đồng bởi Pelita Bandung Raya.

## Danh hiệu

### Câu lạc bộ
Vô địch
Petrokimia Putra
- Liga Indonesia: 2002

### Quốc gia
U-21 Indonesia
Vô địch
- Hassanal Bolkiah Trophy: 2002